# 第19回ニューヨーク映画批評家協会賞
『第19回ニューヨーク映画批評家協会賞』は、1953年の優秀な映画に贈られた賞である。

## 受賞
- 作品賞：
  - 『地上より永遠に』

- 主演男優賞：
  - バート・ランカスター - 『地上より永遠に』

- 主演女優賞：
  - オードリー・ヘプバーン - 『ローマの休日』

- 監督賞：
  - フレッド・ジンネマン - 『地上より永遠に』

- 外国語映画賞：
  - 『裁きは終りぬ』（ フランス）

- 特別賞：
  - 『女王戴冠』
  - 『エヴェレスト征服』